# ماتیو کارکاسی

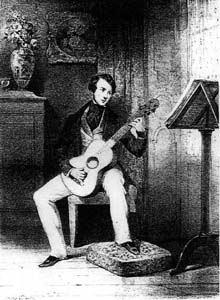

ماتئو کارکاسی (به اسپانیایی: Matteo Carcassi) متولد ۱۷۹۲، نوازنده چیره‌دست گیتار کلاسیک و آهنگساز قرن هجدهم ایتالیایی بود.
او نوسیندهٔ «۲۵ قطعه آموزشی» می باشد.